# Tropicophanes wieringai
Tropicophanes wieringai là một loài bọ cánh cứng trong họ Cerambycidae.